# Convenzione delle Nazioni Unite sull'uso delle comunicazioni elettroniche nei contratti internazionali
La Convenzione delle Nazioni Unite sull'uso delle comunicazioni elettroniche nei contratti internazionali è un trattato preparato dalla Commissione delle Nazioni Unite per il diritto commerciale internazionale (UNCITRAL) ed adottato dall'Assemblea Generale delle Nazioni Unite. 
La Convenzione mira a soddisfare le esigenze fondamentali del commercio elettronico transfrontaliero. Essa crea un regime uniforme, applicabile per default, alle comunicazioni elettroniche scambiate internazionalmente. Questo regime si fonda sulle leggi modello dell'UNCITRAL sul commercio elettronico e sulle firme elettroniche, le cui disposizioni sono riprese, ammodernate e completate dalla Convenzione. In questo modo, la Convenzione aumenta altresì il livello di uniformità nell'interpretazione ed applicazione del diritto uniforme del commercio elettronico.
Inoltre, la Convenzione introduce il principio di equivalenza funzionale per soddisfare i requisiti di forma contenuti in altri trattati, tra i quali i più noti sono la Convenzione per il riconoscimento e l'esecuzione delle sentenze arbitrali straniere (New York, 1958) e la Convenzione sui contratti per la vendita internazionale di beni mobili (Vienna, 1980). Le giurisdizioni italofone (Italia, San Marino, Svizzera) sono Stati contraenti ad entrambi i trattati.
La Convenzione delle Nazioni Unite sull'uso delle comunicazioni elettroniche nei contratti internazionali è stata adottata da venti Stati:
| Azerbaigian    | Camerun         | Filippine  | Russia     |
| Bahrein        | Rep. Dominicana | Kiribati   | Singapore  |
| Belize         | El Salvador     | Mongolia   | Sri Lanka  |
| Benin          | Figi            | Montenegro | Thailandia |
| Rep. del Congo | Honduras        | Paraguay   | Tuvalu     |

Altri 11 Stati sono firmatari della Convenzione ma non l'hanno ancora ratificata.
La Convenzione delle Nazioni Unite sull'uso delle comunicazioni elettroniche nei contratti internazionali è stata utilizzata come fonte per la redazione della legge sammarinese sul commercio elettronico.